# Real Madrid Club de Fútbol 1956-1957

## Stagione
Il Real Madrid difese il titolo di campione europeo con successo, giungendo con qualche difficoltà fino alla finale del torneo, che era prevista proprio nello stadio di casa, il Santiago Bernabéu. Qui affrontò gli italiani della Fiorentina, guidati in panchina da Fulvio Bernardini, che l'anno prima avevano conquistato il campionato italiano per la prima volta nella loro storia.
Davanti a circa 124.000 spettatori, I Blancos trovarono un avversario ferrato e deciso a contrastarli, e la partita rimase così bloccata fino al minuto 69, quando lo scaltro centrocampista offensivo Mateos si involò verso l'area di rigore avversaria, venendo poi atterrato al limite. L'arbitro Horn decretò il tiro dal dischetto, e Alfredo di Stéfano realizzò il gol del vantaggio. 
La gara diventò ancora più in salita per il Real Madrid, che sette minuti dopo sigillò la vittoria grazie ad una rapida galoppata di Gento che depositò in rete superando in corsa il portiere viola Sarti. Il Real conquistò così la Coppa dei Campioni per la seconda volta consecutiva, assicurandosi di diritto la partecipazione all'edizione successiva. 
Trionfale fu anche il campionato: il club si aggiudicò il titolo nazionale per la quinta volta nella sua storia. La vittoria del campionato consentì inoltre l'accesso alla Coppa Latina, giunta alla sua ultima edizione. La sede scelta per la manifestazione, come per la finale di Coppa dei Campioni, fu ancora quella delle mura amiche; il Real sfidò in semifinale il Milan, neo-campione d'Italia e campione in carica del torneo, superandolo per 5-1, con Gento che mise a segno una tripletta. 
In finale le Merengues incontrarono le Aquile del Benfica, che come il Real, avevano già conquistato una volta il trofeo, nel 1950. La gara venne decisa da una rete di Di Stéfano all'inizio del secondo tempo; il Real vinse così la sua seconda Coppa Latina, diventando la squadra più titolata della competizione con 2 trofei conquistati, a pari merito con i rivali del Barcellona e con il Milan. Con questo successo completò in questo modo un triplete di trofei, e fu anche la prima (e tutt'oggi rimane l'unica) squadra ad aggiudicarsi due coppe europee al termine di una stagione regolare.
Nella Coppa nazionale il cammino fu invece avaro di soddisfazioni, concludendosi ai quarti per mano del Barcellona.

## Rosa
| N. |                    | Ruolo | Calciatore             |
| -- | ------------------ | ----- | ---------------------- |
|    | Spagna (bandiera)  | P     | Juan Alonso Adelarpe   |
|    | Spagna (bandiera)  | P     | Javier Berasaluce      |
|    | Spagna (bandiera)  | D     | Ángel Atienza          |
|    | Spagna (bandiera)  | D     | Pedro Casado           |
|    | Spagna (bandiera)  | D     | Marquitos              |
|    | Spagna (bandiera)  | D     | Joaquín Navarro Perona |
|    | Spagna (bandiera)  | D     | Ramón Marsal           |
|    | Spagna (bandiera)  | D     | Joaquin Oliva          |
|    | Spagna (bandiera)  | D     | Manuel Torres Pastor   |
|    | Spagna (bandiera)  | C     | José Becerril          |
|    | Francia (bandiera) | C     | Raymond Kopa           |

| N. |                      | Ruolo | Calciatore         |
| -- | -------------------- | ----- | ------------------ |
|    | Spagna (bandiera)    | C     | José María Zárraga |
|    | Spagna (bandiera)    | C     | Ramón Marsal       |
|    | Spagna (bandiera)    | C     | Enrique Mateos     |
|    | Spagna (bandiera)    | C     | Miguel Muñoz       |
|    | Argentina (bandiera) | C     | Roque Olsen        |
|    | Spagna (bandiera)    | C     | Antonio Ruiz       |
|    | Spagna (bandiera)    | C     | Juan Santisteban   |
|    | Argentina (bandiera) | A     | Alfredo Di Stéfano |
|    | Spagna (bandiera)    | A     | Francisco Gento    |
|    | Spagna (bandiera)    | A     | Joseíto            |
|    | Spagna (bandiera)    | A     | Héctor Rial        |

### Formazione tipo
Modulo tattico: 3-4-3